# Margorejo (Semendawai Suku III)
Margorejo is een bestuurslaag in het regentschap Ogan Komering Ulu van de provincie Zuid-Sumatra, Indonesië. Margorejo telt 1961 inwoners (volkstelling 2010).